# AGM-158C LRASM
O LRASM AGM-158C (Long Range Anti-Ship Missile) é um míssil de cruzeiro anti-navio furtivo desenvolvido para a Força Aérea dos EUA e Marinha dos Estados Unidos pela Defense Advanced Research Projects Agency (DARPA). O LRASM foi desenvolvido para abrir caminho para capacidades de mira autônoma mais sofisticadas do que o atual míssil anti-navio Harpoon da Marinha dos EUA, que está em serviço desde 1977.
A Marinha foi autorizada pelo Pentágono a colocar o LRASM em produção limitada como arma operacional em fevereiro de 2014 como uma solução urgente temporária para resolver problemas de alcance e capacidade de sobrevivência com o Harpoon e priorizar a derrota de navios de guerra inimigos, que é negligenciada desde o fim da Guerra Fria, mas reassumiu importância com a modernização da Marinha do Exército Popular de Libertação Chinês.
Concorrentes da Lockheed Martin protestaram contra a decisão de conceder-lhes um contrato, dadas as circunstâncias da seleção e competição do míssil. A Marinha respondeu argumentando que o programa LRASM da Lockheed era de escopo limitado, a decisão de avançar com eles foi tomada após a adjudicação inicial do contrato da DARPA e que era uma necessidade urgente para enfrentar ameaças futuras.
A Marinha realizará uma competição pelo míssil antinavio Offensive Anti-Surface Warfare (OASuW)/increment 2 como uma continuação do LRASM para entrar em serviço em 2024. A competição OASuW Increment 2 será completamente aberta e começou no ano de 201. Espera-se que o LRASM concorra com a proposta da Kongsberg/Raytheon oferecendo o Joint Strike Missile (JSM) para o uso por lançamento aéreo e um míssil de cruzeiro Tomahawk atualizado da Raytheon para ser lançado por navios em superfície.
Em agosto de 2015, o míssil foi oficialmente designado como AGM-158C.

## Projeto

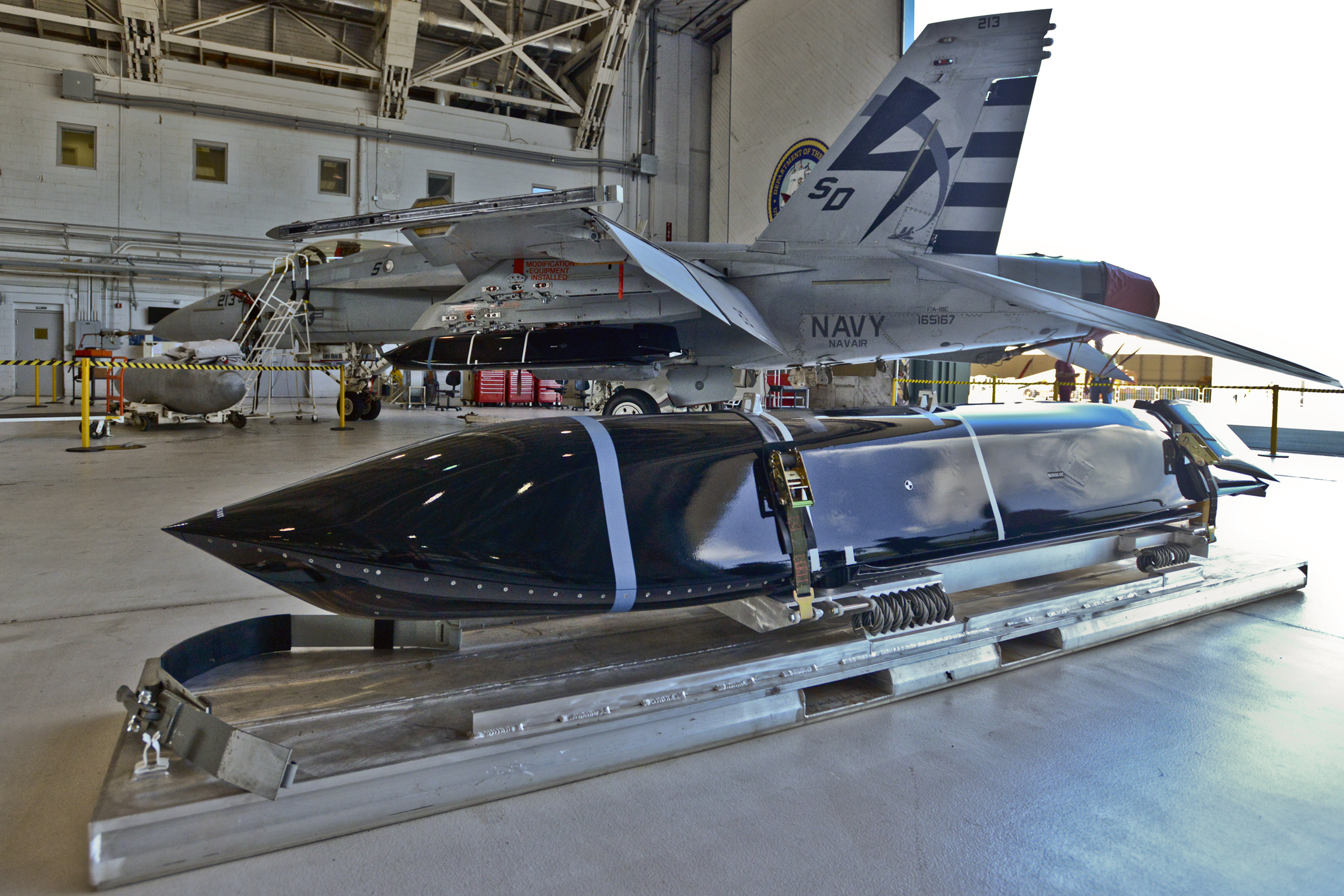
Um LRASM em 2015

Diferentemente dos atuais mísseis antinavio, espera-se que o LRASM seja capaz de realizar direcionamento autônomo, contando com sistemas de direcionamento a bordo para adquirir o alvo independentemente, sem a presença de inteligência de precisão prévia ou serviços de suporte, como navegação por satélite de posicionamento global e data-links. Esses recursos permitirão a identificação positiva de alvos, o envolvimento preciso de navios em movimento e o estabelecimento da indicação inicial de alvos em ambientes extremamente hostis. O míssil será projetado com contramedidas para evitar sistemas de defesa ativos hostis.
O LRASM é baseado no AGM-158B JASSM-ER, mas incorpora um sensor de radiofrequência multimodo, um novo link de dados, altímetro de arma e um sistema de energia aprimorado. Ele pode ser direcionado para atacar navios inimigos por sua plataforma de lançamento, receber atualizações via seu datalink ou usar sensores a bordo para encontrar seu alvo. O LRASM voará em direção ao seu alvo em altitude média e depois cairá para altitude baixa em sea simming para combater as defesas antimísseis. A DARPA declara seu alcance como "superior a 200 milhas náuticas (370 km; 230 mi)." Embora o LRASM seja baseado no JASSM-ER, que possui um alcance de 500 milhas náuticas (930 km; 580 mi), a adição do sensor e outros recursos diminuirão um pouco esse alcance. Estima-se que o LRASM tenha um alcance de 300 milhas náuticas (560 km; 350 mi)       .
Para garantir a capacidade de sobrevivência e eficácia contra um alvo, o LRASM é equipado com um sistema de orientação e busca projetado pela BAE Systems, integrando GPS/INS resistente a congestionamentos, radar passivo e receptor de aviso de ameaça, um sistema de busca por infravermelho (IIR infravermelho ) com reconhecimento automático de correspondência de cena/alvo, um link de dados e medida de suporte eletrônico (ESM) passiva e sensores de receptor de aviso de radar. O software de inteligência artificial combina esses recursos para localizar navios inimigos e evitar o navios de transporte neutros em áreas lotadas. A disseminação automática de dados de emissões deve classificar, localizar e identificar o caminho do ataque; o data-link permite que outros ativos alimentem o míssil com uma imagem eletrônica em tempo real do espaço de batalha inimigo. Mísseis múltiplos podem trabalhar juntos para compartilhar dados e coordenar um ataque em um enxame. Além de transmissões curtas e de baixo consumo de energia, o LRASM não emite sinais que, combinados com a estrutura de baixo RCS do JASSM e assinatura de infravermelha baixa, reduzem a detectabilidade. Ao contrário dos mísseis anteriores equipados apenas com radar que atingiram outras embarcações se desviados ou enganados, o buscador multimodo garante que o alvo correto seja atingido em uma área específica do navio. Um LRASM pode encontrar seu próprio alvo de forma autônoma, usando seu radar ativo para localizar navios em uma área e, em seguida, usar medidas passivas na aproximação terminal. Como o JASSM, o LRASM é capaz de atingir alvos terrestres.
O LRASM foi projetado para ser compatível com o sistema de lançamento vertical Mk 41 usado em muitos navios da Marinha dos EUA e ser disparado de aeronaves, incluindo o bombardeiro B-1. Para lançamentos de superfície, o LRASM será equipado com um propulsor ejetável de foguete modificado Mk 114, para fornecer energia suficiente para atingir a altitude. Embora o desenvolvimento prioritário esteja nas variantes lançadas no ar e na superfície, a Lockheed está explorando o conceito de uma variante lançada no submarino, e a implantação a partir de um lançador de caixa na parte superior para navios menores. Como parte do OASuW Increment 1, o LRASM será usado apenas como um míssil lançado pelo ar a ser implantado no F/A-18E /F Super Hornet e no B-1B Lancer, que tem capacidade para transportar 24 LRASMs . Em 2020, a Marinha dos EUA iniciou o processo de integração do LRASM na aeronave de patrulha marítima P-8 Poseidon, para ser concluída em 2026.
Alguns conselheiros navais propuseram aumentar as capacidades do LRASM para servir a funções duplas como uma arma de ataque terrestre baseada em navios, além das funções anti-navio originais. Ao reduzir o tamanho de sua ogiva de 450 kg para aumentar o alcance de cercade 480 km para 1 609 km, o míssil ainda seria poderoso o suficiente para destruir ou desativar os navios de guerra, tendo alcance para atingir alvos em terra. Com o sistema de orientação adequado, um único míssil aumentaria a flexibilidade da Marinha, em vez de precisar de dois mísseis especializados para funções diferentes.

## Desenvolvimento

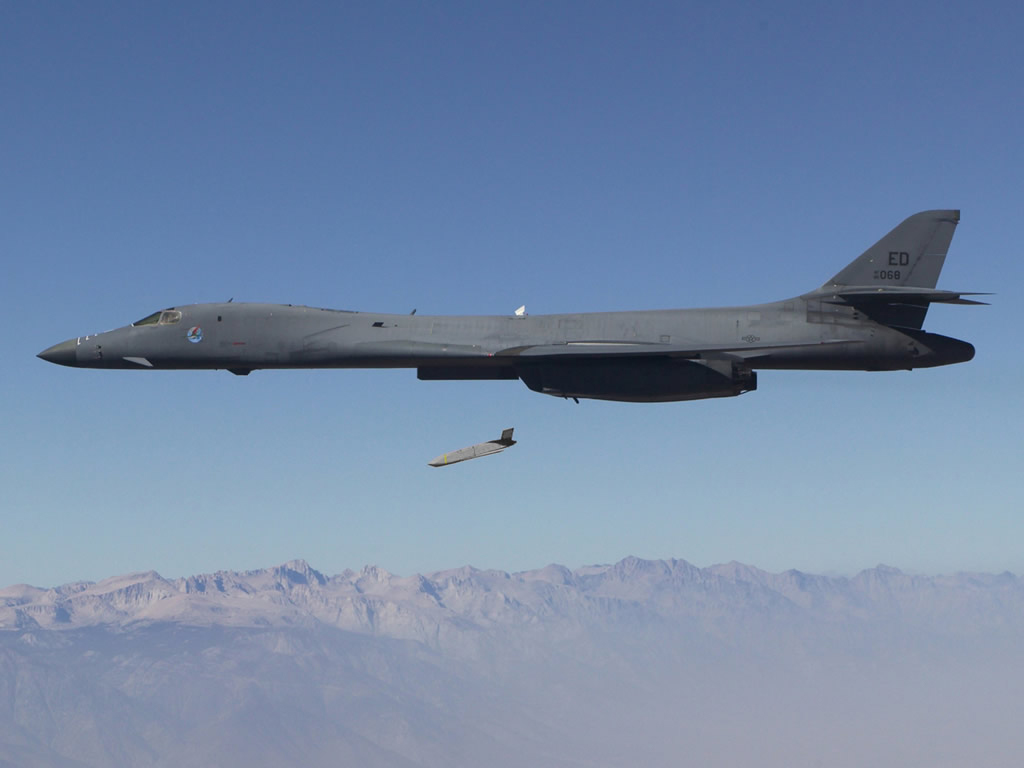
Lançamento do LRASM a partir do B-1B Lancer.

O programa foi iniciado em 2009 em duas versões diferentes. O LRASM-A é um míssil subsônico de cruzeiro baseado no AGM-158 JASSM -ER; A Lockheed Martin recebeu contratos iniciais de desenvolvimento. O LRASM-B foi planejado para ser um míssil supersônico de alta altitude seguindo a linha dos BrahMos indo-russos, mas foi cancelado em janeiro de 2012. Os testes de transporte dos sensores LRASM começaram em maio de 2012; um protótipo de míssil estava agendado para voar no "início de 2013" e o primeiro lançamento de um canister foi planejado para "final de 2014".

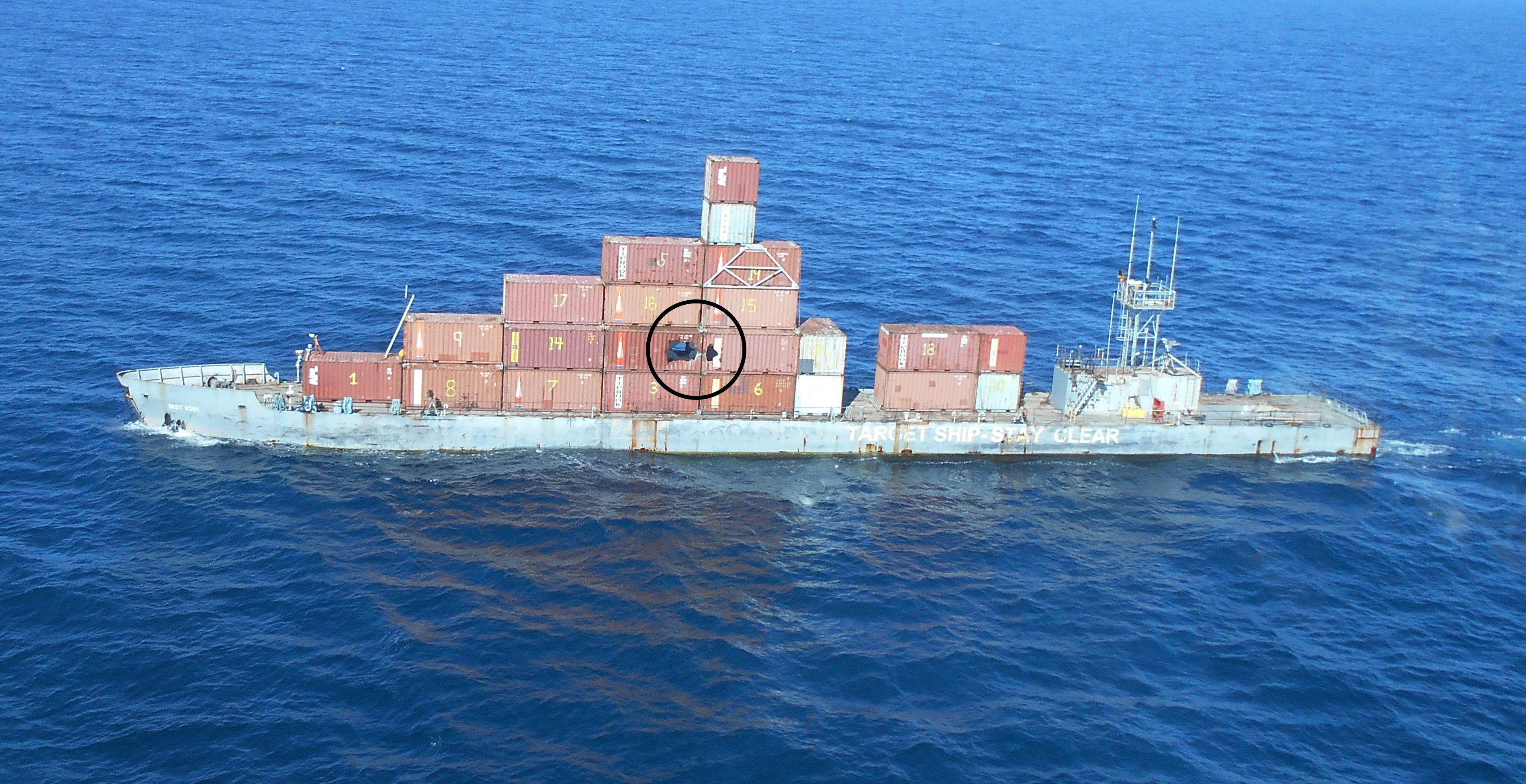
Prática de alvo do LRASM

A arma foi disparada com sucesso contra vários alvos em 13 de dezembro de 2017, por um B-1B sobrevoando o local de testes Point Mugu Sea Range.
Em maio de 2018, um segundo teste de voo, envolvendo dois LRASMs, foi concluído com sucesso.
Em dezembro de 2018, o LRASM foi integrado a bordo do bombardeiro B-1B da USAF, atingindo a capacidade operacional inicial.  O míssil alcançou capacidade operacional inicial nos F-18E/F Super Hornets da Marinha em novembro de 2019.

### Interesse estrangeiro
A Suécia manifestou publicamente interesse no LRASM em resposta a preocupações de ações russas na Europa Oriental. Austrália, Reino Unido, Cingapura, Canadá e Japão também manifestaram interesse no míssil. Em 7 de fevereiro de 2020, o Departamento de Estado dos EUA decidiu aprovar uma possível venda militar estrangeira para a Austrália de até 200 LRASMs e equipamentos relacionados por um custo estimado de US$ 990 milhões.